# Макгі (Арканзас)
Макгі (англ. McGehee) — місто (англ. city) в США, в окрузі Діша штату Арканзас. Населення — 3849 осіб (2020).

## Географія
Макгі розташоване на висоті 44 метри над рівнем моря за координатами 33°37′41″ пн. ш. 91°23′44″ зх. д. / 33.62806° пн. ш. 91.39556° зх. д. (33.627949, -91.395599).  За даними Бюро перепису населення США в 2010 році місто мало площу 17,52 км², уся площа — суходіл.

## Демографія
Згідно з переписом 2010 року, у місті мешкало 4219 осіб у 1722 домогосподарствах у складі 1147 родин. Густота населення становила 241 особа/км².  Було 2021 помешкання (115/км²).
Расовий склад населення:
| - 50,5 % — білих - 46,3 % — чорних або афроамериканців - 0,4 % — корінних американців - 0,4 % — азіатів - 1,1 % — осіб інших рас |

До двох чи більше рас належало 1,2 %. Іспаномовні складали 2,7 % від усіх жителів.
За віковим діапазоном населення розподілялося таким чином: 26,6 % — особи молодші 18 років, 58,9 % — особи у віці 18—64 років, 14,5 % — особи у віці 65 років та старші. Медіана віку мешканця становила 37,0 року. На 100 осіб жіночої статі у місті припадало 81,4 чоловіків;  на 100 жінок у віці від 18 років та старших — 78,2 чоловіків також старших 18 років.
Середній дохід на одне домашнє господарство  становив 39 576 доларів США (медіана — 22 963), а середній дохід на одну сім'ю — 46 600 доларів (медіана — 29 160). Медіана доходів становила 46 193 долари для чоловіків та 30 336 доларів для жінок. За межею бідності перебувало 39,6 % осіб, у тому числі 51,8 % дітей у віці до 18 років та 19,8 % осіб у віці 65 років та старших.
Цивільне працевлаштоване населення становило 1159 осіб. Основні галузі зайнятості: освіта, охорона здоров'я та соціальна допомога — 22,4 %, сільське господарство, лісництво, риболовля — 16,0 %, роздрібна торгівля — 14,7 %, виробництво — 13,7 %.
За даними перепису населення 2000 року в Макгі проживало 4570 осіб, 1259 сімей, налічувалося 1836 домашніх господарств і 2044 житлових будинки. Середня густота населення становила близько 275,3 осіб на один квадратний кілометр. Расовий склад Макгі за даними перепису розподілився таким чином: 56,72 % білих, 41,51 % — чорних або афроамериканців, 0,57 % — корінних американців, 0,24 % — азіатів, 0,04 % — вихідців з тихоокеанських островів, 0,70 % — представників змішаних рас, 0,22 % — інших народів. Іспаномовні склали 1,49 % від усіх жителів міста.
З 1836 домашніх господарств в 34,0 % — виховували дітей віком до 18 років, 41,7 % представляли собою подружні пари, які спільно проживали, в 22,9 % сімей жінки проживали без чоловіків, 31,4 % не мали сімей. 29,4 % від загального числа сімей на момент перепису жили самостійно, при цьому 13,9 % склали самотні літні люди у віці 65 років та старше. Середній розмір домашнього господарства склав 2,44 особи, а середній розмір родини — 2,99 особи.
Населення міста за віковим діапазоном за даними перепису 2000 року розподілилося таким чином: 28,5 % — жителі молодше 18 років, 8,8 % — між 18 і 24 роками, 25,0 % — від 25 до 44 років, 21,3 % — від 45 до 64 років і 16,4 % — у віці 65 років та старше. Середній вік мешканця склав 36 років. На кожні 100 жінок в Макгі припадало 82,2 чоловіків, у віці від 18 років та старше — 76,1 чоловіків також старше 18 років.
Середній дохід на одне домашнє господарство в місті склав 21 909 доларів США, а середній дохід на одну сім'ю — 25 270 доларів. При цьому чоловіки мали середній дохід в 31 429 доларів США на рік проти 19 464 долара середньорічного доходу у жінок. Дохід на душу населення в місті склав 14 191 долар на рік. 26,7 % від усього числа сімей в окрузі і 30,0 % від усієї чисельності населення перебувало на момент перепису населення за межею бідності, при цьому 42,2 % з них були молодші 18 років і 23,6 % — у віці 65 років та старше.

## Історія
Історія міста тісно переплетена з етапом прокладки залізниці через територію округу Діша. 1870 року через населений пункт, який згодом виріс у місто Макгі, пройшла залізнична гілка від Пайн-Блафф через неіснуюче нині селище Варнер до округу Шіко. У квітні 1923 року відбулося об'єднання транспортних компаній Gulf Coast Lines та International-Great Northern, внаслідок якого був утворений великий залізничний оператор Missouri Pacific Lines.
Важливу роль в становленні міста зіграла сім'я Макгі, члени якої (Бенджамін Магк, його дружина Сара, син Ебнер та дочки Лаура та Мері) 1857 року переїхали в округ Діша з території Алабами. 1 липня 1876 Ебнер Макгі придбав у власність 240 акрів землі, на якій згодом з'явилося невелике селище. З приходом 1878 року в населений пункт залізничної гілки та продовженням її будівництва далі на південь та південний схід, у селище стали переїжджати робочі та інші поселенці. Через рік Ебнер Макгі побудував великий будинок, що відігравав роль розподільника переселенців, а потім заходився організовувати торговельні точки та мережу пунктів харчування для них.
Однією з перших великих споруд в Макгі став лісопильний завод, продукція якого була використана для будівництва місцевого млина та будівлі невеликого пункту, у якому здавалося в оренду різна стрілецька зброя.
1879 року в селищі відкрилося відділення Поштової служби США, першим поштмейстером якого став Ебнер Макгі. Поштовий офіс обслуговував від 400 до 500 осіб.
Макгі отримало статус міста 5 березня 1906, а 21 липня того ж року було проведено перше засідання членів обраної міської ради.
Під час Другої світової війни в околицях міста розміщувався концентраційний табір для японських військовополонених та японо-американських емігрантів, примусово виселених із західного узбережжя Сполучених Штатів.